# Kuchyňka (Středolabská tabule)
Kuchyňka (242 m n. m.) je vrch v okrese Praha-východ Středočeského kraje. Leží asi 0,5 km vjv. od obce Brázdim na jejím katastrálních území. Značná část vrchu včetně vrcholu je chráněna jako Přírodní památka Kuchyňka.

## Geomorfologické zařazení
Geomorfologicky vrch náleží do celku Středolabská tabule, podcelku Českobrodská tabule, okrsku Kojetická pahorkatina a podokrsku Přezletická tabule.